# Kirsten Sørlie
Kirsten Sørlie, född 5 oktober 1926 i Askim, död 23 september 2013 i Oslo, var en norsk regissör och skådespelare.
Sørlie debuterade som skådespelare på Centralteatret 1947 och blev kvar där ett år. Åren 1949–1951 var hon engagerad vid Det Nye Teater och uppträdde även i revyer på Edderkoppen Teater och Chat Noir. År 1961 verkade hon vid Lilla Teatern i Helsingfors där hon inriktade sig mot uppsättningar av moderna dramer och gruppteater. Åren 1967–1975 var hon fast anställd vid Nationaltheatret och blev senare frilans.
Hon verkade sporadiskt som filmskådespelare i mindre roller med debut 1946 i To liv. Därtill regisserade hon nio uppsetningar i norska TV-teatern mellan 1966 och 1984.
Hon var ordförande i Sceneinstruktørforeningen mellan 1974 och 1976.
Hon var gift med programsekreteraren Odd Grythe (1918–1994) och är mor till skådespelaren Hilde Grythe.

## Filmografi
Roller
- 1946 – To liv
- 1947 – Sankt Hans fest
- 1952 – Vi vil skilles
- 1954 – Portrettet
- 1955 – Polisen efterlyser
- 1956 – Kvinnens plass
- 1956 – Ektemann alene
- 1972 – Lukket avdeling